# 17. (Bayerisches) Reiter-Regiment (Reichswehr)
Das 17. (Bayerisches) Reiter-Regiment (umgangssprachlich 17er Reiter) in Bamberg war ein 1919 gebildeter Kavallerieverband der Reichswehr. Er war bis 1927 der 7. (Bayerischen) Division unterstellt, die wiederum bis 1924 über gewisse Autonomierechte gegenüber der Reichsregierung verfügte. Die besondere Rolle zeigte sich neben der landsmannschaftlichen Rekrutierung auch äußerlich durch Kokarden und Wappenschilde in den Landesfarben an Mütze und Stahlhelm sowie in ebensolchen Wimpeln an den Lanzen. Das Regiment wurde 1934 durch Umbenennung in das Kavallerie-Regiment 17 der Wehrmacht überführt. Dieses wurde bei der Auflösung der Kavallerie-Divisionen 1936 nicht aufgelöst, sondern erst planmäßig mit der Mobilmachung der Wehrmacht am 25. August 1939 zur Aufstellung von Aufklärungs-Abteilungen verwandt.

## Auftrag
Wegen ihrer geringen Kampfkraft konnte die Kavallerie der Reichswehr lediglich zur Aufklärung und Sicherung eingesetzt werden.
Nach Auflösung der Kavallerie-Divisionen der Wehrmacht 1936 hatten die verbleibenden Kavallerie-Regimenter den Auftrag, die Ausbildung im Hinblick auf die im Kriegsfall aufzustellenden Aufklärungs-Abteilungen der Infanterie-Divisionen durchzuführen.

## Geschichte
Durch Verfügung des Reichswehrministeriums Nr. 2494/12.19 T2 wurden am 18. Dezember 1919 die Reiter-Regimenter der Reichswehr gebildet.

### 17. (Bayerisches) Reiter-Regiment (1919/34)
Der Verband ging aus den Reichswehr-Kavallerie-Regimentern 21, 23 und 24 hervor und formierte sich am 1. Mai 1920 im Übergangsheer als Reiter-Regiment 17. Oberstleutnant Zürn, der ehemalige Kommandeur des Reichswehr-Kavallerie-Regiment 23, wurde zum ersten Kommandeur ernannt. Er verblieb auf diesem Posten auch mit Bildung der Reichswehr. Aufgrund des Wehrgesetzes vom 23. März 1921 §14 Absatz 2 erhielt der Verband zusätzlich zu seinem Namen die landsmannschaftliche Bezeichnung „Bayerisches“ und hieß seit dem 17. (Bayerisches) Reiter-Regiment. Ebenfalls 1921 wurde die 5. Eskadron zur Ausbildungs-Eskadron umbenannt. Zürn wurde am 1. April 1922 zum Oberst befördert.

#### Traditionsübernahme
Das Regiment übernahm durch Erlass des Chefs der Heeresleitung General der Infanterie Hans von Seeckt vom 24. August 1921 die Tradition der alten Kavallerieregimenter der Bayerischen Armee:
- 1. Eskadron: 1. Ulanen-Regiment „Kaiser Wilhelm II., König von Preußen“, 4. Chevaulegers-Regiment „König“
- 2. Eskadron: 2. Ulanen-Regiment „König“, 1. Chevaulegers-Regiment „Kaiser Nikolaus von Rußland“
- 3. Eskadron: 2. Chevaulegers-Regiment „Taxis“, 8. Chevaulegers-Regiment
- 4. Eskadron: 1. Schwere-Reiter-Regiment „Prinz Karl von Bayern“, 2. Schwere-Reiter-Regiment „Erzherzog Franz Ferdinand von Österreich-Este“
- (5.) Ausbildungs-Eskadron: 5. Chevaulegers-Regiment „Erzherzog Friedrich von Österreich“, 6. Chevaulegers-Regiment „Prinz Albrecht von Preußen“
- 6. Eskadron: 3. Chevaulegers-Regiment „Herzog Karl Theodor“, 7. Chevaulegers-Regiment „Prinz Alfons“

Per Gesetz vom 20. Juli 1933 entfiel der landsmannschaftliche Zusatz und am 1. Oktober 1934 wurde das Regiment zum Reiter-Regiment Bamberg umbenannt.

### Kavallerie-Regiment 17 (1934/39)

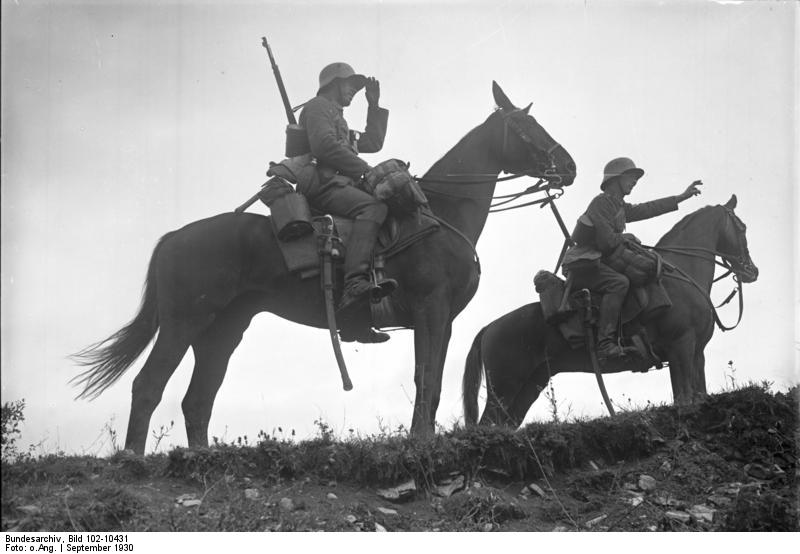
Rahmenübung des Kavallerie-Regiments 1930

Am 1. Juli 1936 wurden die drei Kavalleriedivisionen der Wehrmacht aufgelöst, die Reiterregimenter in Kavallerie-Regimenter umbenannt und umgegliedert, gleichzeitig wurde die Bezeichnung Eskadron in Schwadron geändert. Das Regiment wurde so am 6. Oktober 1936 in Kavallerie-Regiment 17 umbenannt. Im Kriegsfall sollten nun aus den Kavallerie-Regimentern die Aufklärungsabteilungen der Infanteriedivisionen gebildet werden. Hierzu wurden eine 6. (Radfahr-), 9. (mot.) und 10. (Nachrichten-)Schwadron aufgestellt.
1938 wurde aus den bisherigen Waffengattungen Kavallerie und Panzertruppe die Waffengattung Schnelle Truppen gebildet. Mit der Mobilmachung der Wehrmacht am 25. August 1939 wurde das Regiment wie vorgesehen aufgelöst und daraus Aufklärungs-Abteilungen (teilmotorisiert) für Infanterie-Divisionen der 1. Welle sowie eine Ersatz-Abteilung gebildet. Außerdem stellte das Regiment Personal für die Reiterzüge der Infanterie-Regimenter dieser Divisionen.

### Nachfolgende Truppenteile
Bei Mobilmachung wurden durch das Kavallerie-Regiment 17 aufgestellt:
- Aufklärungs-Abteilung 27
- Aufklärungs-Abteilung 10
- Aufklärungs-Abteilung 7
- Teile der Aufklärungs-Abteilung 54
- Kavallerie-Ersatz-Abteilung 17 (aus den Resten des Regiments)

### Die 17er Reiter und der Widerstand um Graf von Stauffenberg

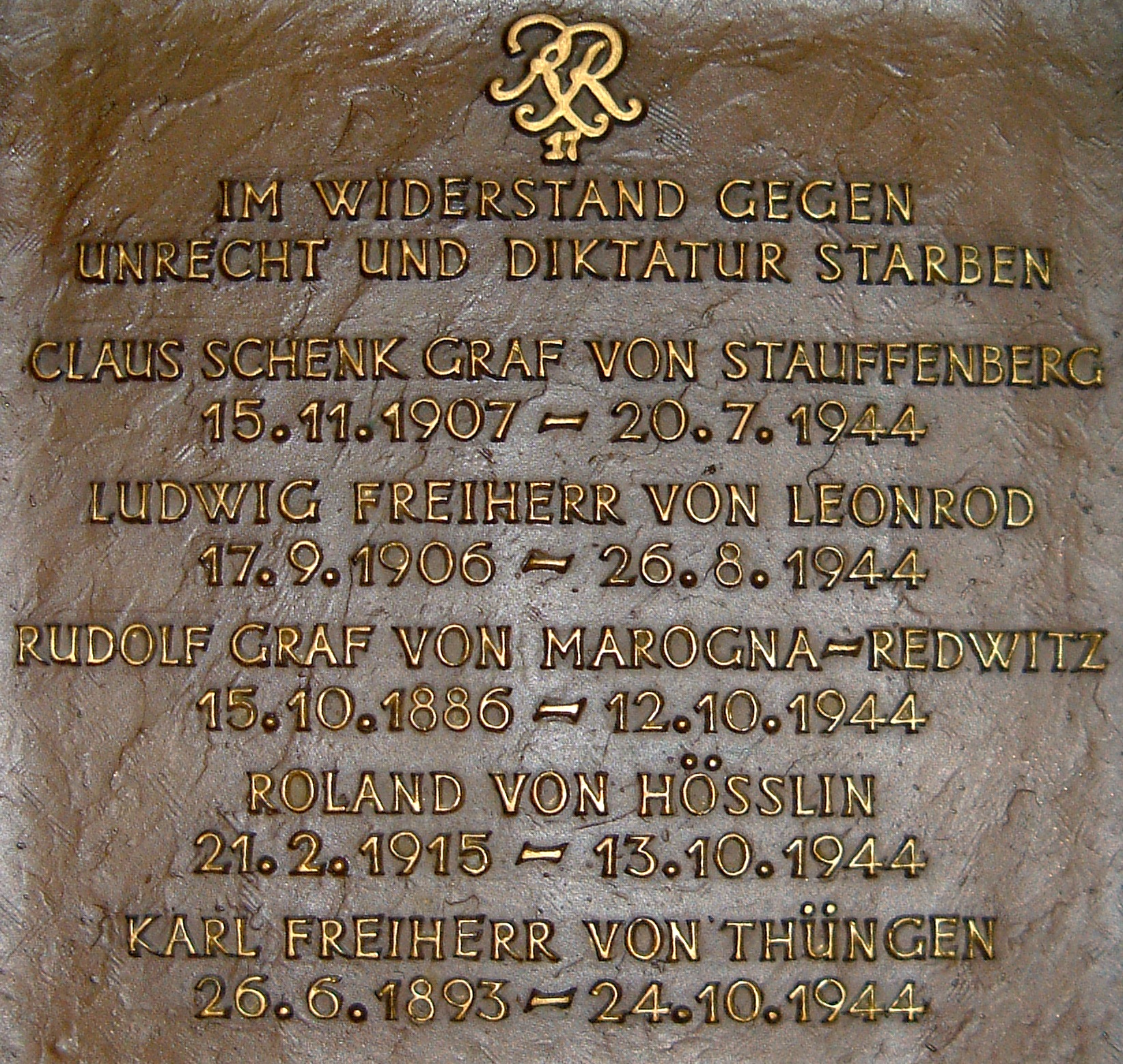
Dom zu Bamberg: Gedenktafel an Claus Schenk Graf von Stauffenberg und seine Kameraden aus dem 17. Reiter-Regiment

Das Regiment stellte eine Reihe von Soldaten, die am Attentat vom 20. Juli 1944 beteiligt waren. Der nachmalige Oberst Claus Schenk Graf von Stauffenberg wurde 1926 im Regiment als Fahnenjunker aufgenommen. Regimentskameraden im Widerstand waren Generalleutnant Karl Freiherr von Thüngen, Major Ludwig Freiherr von Leonrod, Oberst Rudolf Graf von Marogna-Redwitz und Major Roland von Hößlin.
Im Bamberger Dom erinnert eine Gedenktafel an die fünf sogenannten „Bamberger Reiter“, ehemalige Mitglieder des Regiments, die im Kampf gegen das NS-Regime ihr Leben für Deutschland ließen. Auch Oberleutnant d.R. Randolph Freiherr von Breidbach-Bürresheim zählte zum Widerstand und starb an den Folgen seiner Inhaftierung im KZ Sachsenhausen.

## Organisation

### Verbandszugehörigkeit
Ursprünglich der 7. (Bayerische) Division direkt unterstellt, gehörte das Regiment der Verband von 1927 bis zur Auflösung der Kavallerie-Divisionen zur 3. Kavallerie-Division, danach zum XIII. Armeekorps.

### Gliederung
Bei Aufstellung bestand das Regiment aus sechs Eskadronen, die alle in Bayern stationiert waren.
| Einheit                   | Garnison                  |
| ------------------------- | ------------------------- |
| Stab                      | Bamberg                   |
| 1. Eskadron               | Bamberg                   |
| 2. Eskadron               | München, später Ansbach   |
| 3. Eskadron               | Straubing, später Ansbach |
| 4. Eskadron               | Straubing                 |
| 5. (Ausbildungs-)Eskadron | Bamberg                   |
| 6. Eskadron               | München, später Straubing |

Ab der Umbenennung 1934 bestand das Regiment weiter aus sechs Schwadronen. 1936 wurde es vergrößert und folgendermaßen umgegliedert:
- Regimentsstab
- I. Abteilung

1.–5. Reiter-Schwadron (mit je 3 Reiter-Zügen)
- II. Abteilung

6.–8. Radfahr-Schwadron (mit je 3 Radfahrer-Zügen und 1 schweren Zug)
9. Panzerabwehr-Schwadron
10. schwere Schwadron
11. Nachrichten-Schwadron

## Bewaffnung und Ausrüstung

### Gepäck am Pferd
In der linken Packtasche Reitergepäck wurden Ausrüstungsgegenstände des Reiters mitgeführt. Sie konnte abgesessen auch wie ein Rucksack auf dem Rücken getragen werden.
In der rechten Packtasche Pferdegepäck wurden die Utensilien für das Pferd (Striegel, zwei Hufeisen, acht Stollen, 16 Nägel, einen Stollenschlüssel, einen Anbindering) mitgeführt.

### Waffen
Das Regiment war 1919 mit dem Karabiner 98a, Pistole, Säbel, Lanze und vier schweren MG 08 (s.M.G. 08) ausgestattet. Die vier schweren Maschinengewehre waren in einem Maschinengewehr-Zug, der dem Stab unmittelbar unterstand, zusammengefasst. Sie waren wie bei der Infanterie auf einem Wagen mit Vorderprotze verlastet, wurden aber wegen der besseren Beweglichkeit bei der Kavallerie sechsspännig gefahren. Die nicht mehr zeitgemäße Lanze, ein 3,20 m langes Stahlrohr mit Lanzenflagge, wurde aus Gründen der Tradition weiter getragen. Die Wimpel an den Lanzen wurden in den bayerischen Landesfarben geführt. Den Säbel trugen Mannschaften und Unteroffiziere rechts am Sattel. Weiter wurde die Packtasche 26, später die Packtasche 34 vorn am Sattel und das Hintergepäck hinter dem Sattel mitgeführt.
1926 wurden die Schwadronen mit dem leichten MG 08/15 ausgestattet, so dass nun in jeder Gruppe ein MG vorhanden war. Der MG-Richtschütze führte es links hinten am Sattel mit sich, auf der rechten Seite wurde das Gewicht durch einen weiteren Patronen-Kasten ausgeglichen. Im Oktober 1927 wurde die Lanze abgeschafft, wodurch eine größere Feuerkraft des Regiments erreicht wurde. Im Herbst 1928 erfolgte die Einführung des moderneren Karabiners K 98b. 1935 wurde das MG 08 durch das MG 13 ersetzt, 1936 wurden das MG 13 und das MG 08 durch das MG 34 ersetzt.

Standarte der Kavallerie

Bei Kriegsbeginn war das Kavallerie-Regiment nicht für den geschlossenen Einsatz vorgesehen. Es verfügte aber für die Ausbildung der einzelnen Schwadronen für den vorgesehenen Einsatz über die entsprechenden Waffen und Geräte. Dies waren
- Säbel, die aber schon lange nicht mehr als Waffe, sondern als Statuszeichen getragen wurden. Sie fielen 1942 weg.
- Karabiner 98k
- MP 40
- MG 34
- leichte Granatwerfer 36 le. G.Wf. 5 cm
- leichte Infanterie-Geschütze le. I.G. 18 7,5 cm als Kavallerie-Geschütz motorisiert, Zugfahrzeug Kfz 69 „Krupp-Protze“
- Panzerabwehrkanonen Pak 36 3,7 cm motorisiert, Zugfahrzeug Kfz 69 „Krupp-Protze“
- zuerst SonderKfz 13, dann leichte Vierrad-Panzerspähwagen SonderKfz 221
- zuerst SonderKfz 14, dann leichte Vierrad-Panzerspähwagen SonderKfz 223
- motorisierte und berittene Funk- und Fernsprechtrupps

### Uniform
Die Uniform entsprach derjenigen der Reichswehr mit folgenden Abweichungen für die Berittenen der Kavallerie: an Stelle der normalen Tuchhosen trugen sie Reithosen, an Stelle der Marschstiefel hatten sie Reitstiefel, an Stelle des Stahlhelms Typ M18 (später Typ M35 oder Typ M1940) waren sie mit dem „Kavalleriehelm“ ausgestattet. (Der Helm der Kavallerie und der von den Nachrichtentruppen getragene Helm hatte Ohrenausschnitte vor dem seitlichen Schirm.) Eine Besonderheit stellten bis 1934 die Kokarden und Wappenschilde in den bayerischen Landesfarben an Mütze und Stahlhelm dar.

### Fahne
Das Regiment erhielt wie alle Kavallerie- und motorisierten Verbände 1936 eine Standarte in der Grundfarbe Goldgelb.

## Kommandeure
| Nr. | Name                                                | Beginn der Berufung | Ende der Berufung  |
| --- | --------------------------------------------------- | ------------------- | ------------------ |
| 1.  | Oberstleutnant/Oberst Maximilian Zürn               | Aufstellung         | 1926               |
| 2.  | Oberstleutnant/Oberst Anton Freiherr von Hirschberg | 1. März 1927        | 30. September 1929 |
| 3.  | Oberst Rudolf Koch-Erpach                           | 1. Oktober 1929     | 30. September 1932 |
| 4.  | Oberst Gustav Freiherr von Perfall                  | 1. Oktober 1932     | 1. Oktober 1934    |
| 5.  | Oberst Max Fremerey                                 | 1. Oktober 1934     | 1. April 1939      |

## Bekannte Angehörige
- Claus Schenk Graf von Stauffenberg
- Hermann Fegelein
- Roland von Hösslin
- Emil Spannocchi

## Verweise